# Banu Musa
Banū Mūsā este numele purtat de trei frați, Abū Jaʿfar, Muḥammad ibn Mūsā ibn Shākir (n. înainte de 803 – d. februarie 873), Abū al‐Qāsim, Aḥmad ibn Mūsā ibn Shākir și Al-Ḥasan ibn Mūsā ibn Shākir, care au trăit în secolul al IX-lea, în epoca de aur a islamului.
Aceștia sunt cunoscuți pentru lucrarea Cartea mașinăriilor uimitoare (în arabă: كتاب الحيل Kitab al-Hiyal) și Cartea de geometrie a celor trei frați.
Aceștia au construit un observator astronomic propriu, au colectat manuscrise și au efectuat traduceri din arabă în greacă.
Lucrările de matematică acestor frați au fost reunite și traduse în latină de către Gerardo din Cremona și tratează probleme ca: trisecțiunea unghiului, determinarea mediilor proporționale prin metode mecanice.

## Scrieri
- Verba filiorum, tradusă de Gerardo Cremona
- Măsura sferei
- Despre măsura figurilor plane și sferice.

1. 1 2 3 4  MacTutor History of Mathematics archive